# Amphitethya microsigma
Amphitethya microsigma är en svampdjursart som beskrevs av Lendenfeld 1907. Amphitethya microsigma ingår i släktet Amphitethya och familjen Tetillidae.
Artens utbredningsområde är havet kring Australien. Inga underarter finns listade i Catalogue of Life.